# Ruine Alt-Lägern
Die Burgruine Alt-Lägern befindet sich in der Nähe von Boppelsen und Regensberg im Bezirk Dielsdorf des Kantons Zürich.

## Lage
Die Ruine der Höhenburg befindet sich auf dem schmalen Grat der Lägern auf 866 m ü. M. westlich der so genannten «Hochwacht».

## Geschichte

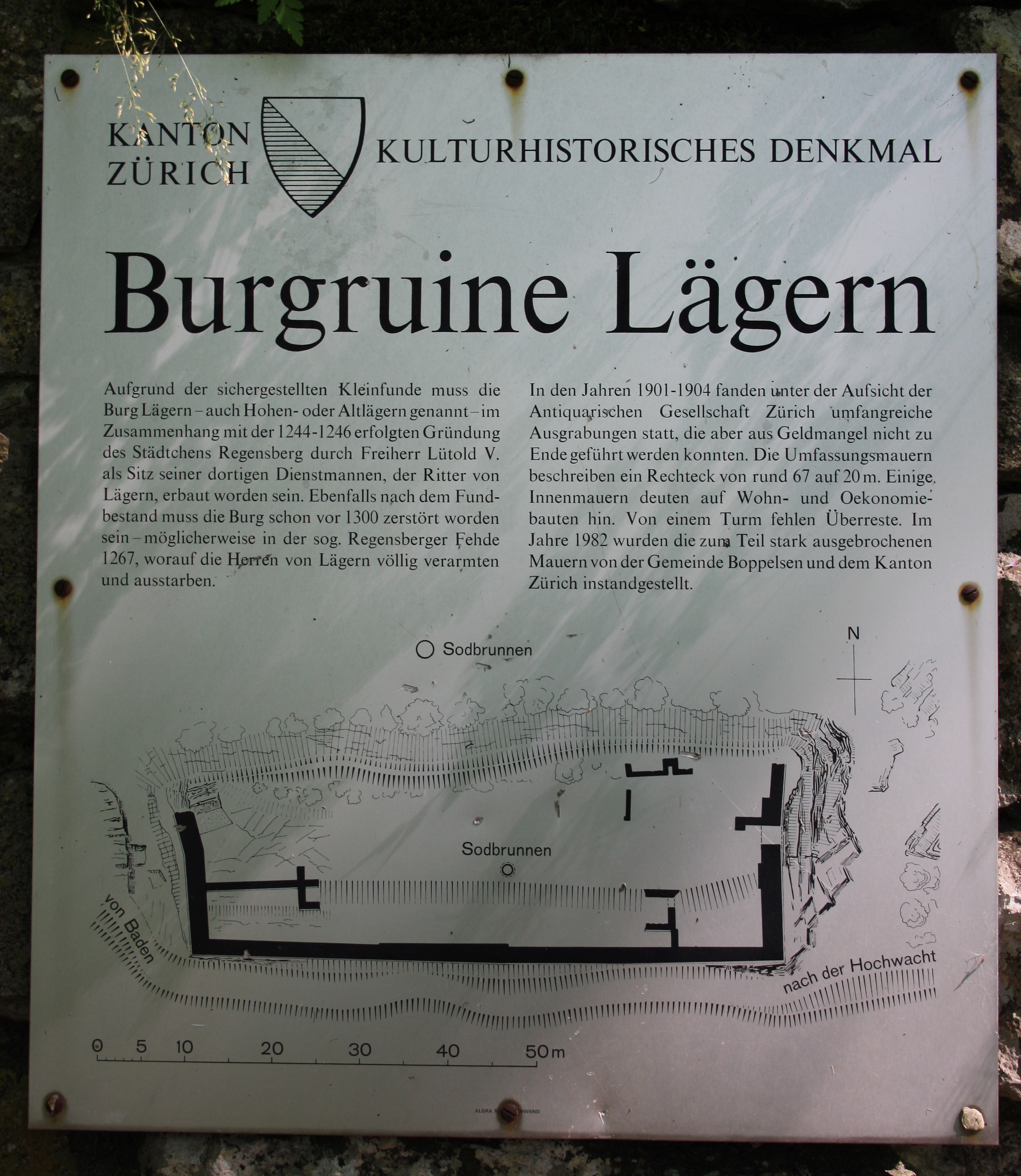
Infotafel bei der Ruine

Aufgrund der sichergestellten Kleinfunde muss die Burg Lägern – auch Hohen- oder Altlägern genannt – im Zusammenhang mit der 1244 bis 1246 erfolgten Gründung des Städtchens Regensberg durch Freiherr Lütold V. als Sitz seiner dortigen Dienstmannen, der Ritter von Lägern, erbaut worden sein. Ebenfalls nach dem Fundbestand muss die Burg schon vor 1300 zerstört worden sein – möglicherweise in der so genannten Regensberger Fehde 1267 – worauf die Herren von Lägern völlig verarmten und ausstarben.
In den Jahren 1902–1904 fanden unter der Aufsicht der antiquarischen Gesellschaft Zürich umfangreiche Ausgrabungen statt, die aber aus Geldmangel nicht zu Ende geführt werden konnten. Die Umfassungsmauern beschreiben ein Rechteck von rund 67 m auf 20 m. Einige Innenmauern deuten auf Wohn- und Ökonomiebauten hin. Von einem Turm fehlen Überreste. Im Jahre 1982 wurden die zum Teil stark ausgebrochenen Mauern von der Gemeinde Boppelsen und dem Kanton Zürich instand gestellt.